# Xanthoparmelia ulcerosa
Xanthoparmelia ulcerosa är en lavart som först beskrevs av Alexander Zahlbruckner, och fick sitt nu gällande namn av Hale. Xanthoparmelia ulcerosa ingår i släktet Xanthoparmelia och familjen Parmeliaceae.   Inga underarter finns listade i Catalogue of Life.